# 16. armada (Wehrmacht)
Za druge 16. armade glejte 16. armada.
16. armada (izvirno nemško 16. Armee) je bila armada v sestavi Heera (Wehrmacht) med drugo svetovno vojno.

## Vojna služba
| Datum                     | Nadrejeno poveljstvo    | Področje (vir) |
| december 1939 - maj 1941  | Armadna skupina A       | Zahodna fronta |
| maj 1941                  | Armadna skupina C       | Vzhodna fronta |
| junij 1941 - februar 1945 | Armadna skupina Sever   | Vzhodna fronta |
| februar - maj 1945        | Armadna skupina Kurland | Vzhodna fronta |

## Organizacija

### Stalne enote
- Höh. Arko 309
- Armee-Nachrichten-Regiment 501
- Armee-Nachschubführer 560

### Dodeljene enote
10. maj 1940
- XXIII. Armeekorps
- XIII. Armeekorps
- VII. Armeekorps
- Divizija Großdeutschland
- 6. pehotna divizija
- 15. pehotna divizija
- 26. pehotna divizija
- 33. pehotna divizija
- 52. pehotna divizija
- 71. pehotna divizija
- 73. pehotna divizija

5. junij 1941
- II. Armeekorps
- X. Armeekorps
- XXIII. Armeekorps
- XXVIII. Armeekorps

6. februar 1942
- XXXVIII. Armeekorps
- X. Armeekorps
- II. Armeekorps
- XXXIX. Armeekorps

4. julij 1942
- X. Armeekorps
- II. Armeekorps
- XXXIX. Armeekorps

1. januar 1943
- X. Armeekorps
- II. Armeekorps
- Korps Tiemann

4. julij 1943
- II. Armeekorps
- Korps Höhne
- X. Armeekorps
- 223. pehotna divizija

4. avgust 1943
- II. Armeekorps
- VIII. Armeekorps
- X. Armeekorps
- XXXXIII. Armeekorps
- 122. pehotna divizija

14. september 1943
- II. Armeekorps
- VIII. Armeekorps
- X. Armeekorps
- XXXXIII. Armeekorps

14. oktober 1943
- X. Armeekorps
- VIII. Armeekorps
- II. Armeekorps
- XXXXIII. Armeekorps
- I. Armeekorps

24. november 1943
- X. Armeekorps
- II. Armeekorps
- XXXXIII. Armeekorps
- I. Armeekorps
- VIII. Armeekorps
- 23. pehotna divizija

5. januar 1944
- X. Armeekorps
- II. Armeekorps
- XXXXIII. Armeekorps
- VIII. Armeekorps
- I. Armeekorps

15. februar 1944
- X. Armeekorps
- II. Armeekorps
- XXXXIII. Armeekorps
- VIII. Armeekorps
- I. Armeekorps
- VI. SS-Freiwilligenkorps

15. marec 1944
- II. Armeekorps
- VIII. Armeekorps
- X. Armeekorps
- I. Armeekorps

15. julij 1944
- X. Armeekorps
- I. Armeekorps
- II. Armeekorps
- Armeekorps Kleffel

5. november 1944
- XXXXIII. Armeekorps
- XVI. Armeekorps
- VI. SS-Armeekorps

12. april 1945
- XVI. Armeekorps
- VI. SS-Armeekorps
- XXXVIII. Armeekorps

## Poveljstvo
Poveljnik
- Generalfeldmarschall Ernst Busch (januar 1940–12. oktober 1943)
- General artilerije Christian Hansen (12. oktober 1943–1. junij 1944)
- General pehote Paul Laux (1. junij 1944–3. september 1944)
- Generalpolkovnik Carl Hilpert (3. september 1944–10. marec 1945)
- General pehote Ernst-Anton von Krosigk (10. marec 1945–16. marec 1945)
- General gorskih enot Friedrich-Jobst Volckamer von Kirchensittenbach (16. marec 1945–8. maj 1945)